# Legio III Italica
Legio III Italica (III Італійський легіон) — римський легіон.

## Історія
У 165 році створено імператором Марком Аврелієм. Спочатку він носив ім'я III Concordia. У 167–170 роках стояв в Альпах, де захищав від маркоманів підходи до Італії. У 170 році під орудою Пертінакса діяв у Реції та Норіку. Наприкінці року отаборився у м. Трідент (сучасне м. Тренто). Окремі підрозділи стояли в Монгутіаку (сучасне м. Майнц). У 175 році на деякий час отаборився у Кастрі Регіна (сучасне м. Регенсбург). У 182 році брав участь проти германських племен.
У 193 році легіон підтримав претендента на трон Септимія Севера. За імператора Каракалли легіон був учасником військових кампаній проти алеманів 213 року, карпів та даків 214 року, парфян 217 року. Після цього окремі підрозділи стояли у Дакії та Сирії. За Гордіана III у 242–244 роках воював проти персів. У 259–260 роках був у складі армії Валеріана, що воював проти Персії. За імператора Галлієна частини легіону з успіхом воювали у Реції проти германських племен.
У 272 році був у другому поході проти цариці Зенобії, звитяжив при захоплені Пальміри. У 275 році під орудою імператора Авреліана легіон воював у Реції проти германців. У 278–279 роках під головуванням імператора Проба завдав поразки племенам бургундів та вандалів. У 282 році легіон підтримав Кара у боротьбі за трон.
У 285 році вексиляції легіону були у складі армії Максиміана під час походу до Африки, а у 300 році окремі підрозділи легіону стояли в Ілліріку. Основні частини легіону у 320-390-х роках були розкидані по Реції. Вони стояли тут (разом з Legio III Herculia) до V століття.